# Mentuemsaf
Djedanchre Mentuemsaf (auch Montemsaf) war ein ägyptischer König (Pharao) der Zweiten Zwischenzeit (ca. 1780 – 1550 v. Chr.).

## Belege
Djedanchre Mentuemsaf ist bisher nur von einem Block aus Gebelein, einer Axtklinge und zwei Skarabäen bekannt.

## Einordnung
Seine genaue Einordnung ist unsicher. Kim Ryholt setzt ihn in seine 16. Dynastie, Jürgen von Beckerath in die 13. Dynastie. Da der Herrscher in keiner Königsliste erscheint, bleibt jedoch jede chronologische Festlegung vorerst spekulativ. Sein Thronname ist nach dem Muster Dd+x+ra erstellt. Er wird deshalb meist in die zeitliche Nähe mit anderen Herrschern dieser Namensbildung gesetzt (Djedhotepre Dedumose, Djedneferre Dedumose). Doch sind diese anderen Herrscher bisher auch nicht wirklich sicher einzuordnen.